# Iyari Limon
Iyari Pérez Limon est une actrice américaine née le 8 juillet 1976 à Guadalajara (Mexique) essentiellement connue pour son rôle de Kennedy dans la série Buffy contre les vampires.

## Biographie
Bien que née au Mexique, elle habite aux États-Unis depuis l'âge de un an et est bilingue. Elle a commencé par apparaître dans diverses publicités en anglais et en espagnol avant d'obtenir son premier rôle dans la série Urgences en 1995. Elle a été brièvement mariée à l'acteur Efren Ramirez en 1998/1999. Elle a passé une audition pour le rôle de Carmen dans la série The L Word mais n'a pas été retenue. Elle a fait son coming out en tant que bisexuelle en 2006 dans une interview sur le site AfterEllen.com. Elle se marie en 2007 avec Alejandro Thais, avec qui elle aura une fille née le 24 août 2007 et un fils.

## Filmographie
- 1995 : Urgences (1 épisode, l'Amour reprend le dessus) : Brenda
- 2000 : Undressed (3 épisodes) : Cindy
- 2002 : La Vie avant tout (1 épisode, l'Adoption) : Flaca
- 2002 : Le Journal intime d'un homme marié (saison 2, épisode 6) : Stephanie
- 2002-2003 : Buffy contre les vampires (13 épisodes dans la saison 7) : Kennedy, une tueuse potentielle
- 2004 : Le Drew Carey Show (saison 9, épisode 16) : Carmelita
- 2004 : FBI : Portés disparus (saison 3, épisode 1) : Louisa Cruz
- 2005 : Les Quintuplés (saison 1, épisode 22) : Wendy
- 2005 : Death by Engagement : Erica
- 2008 : Dead Space (jeu vidéo) : Nicole Brennan (voix)
- 2009 : Dead Space: Extraction (jeu vidéo) : Nicole Brennan (voix)
- 2011 : L.A. Noire (jeu vidéo) : Clovis Galletta  (voix)
- 2018 : Jane the Virgin (saison 4, épisode 13) : Allison
- 2019 : How to Get Away with Murder (saison 6, épisode 10, la femme à la casquette jaune)